# Championnat de Syrie de football 2003-2004
Navigation
Saison 2002-2003 Saison 2004-2005
La saison 2003-2004 du Championnat de Syrie de football est la trente-troisième édition du championnat de première division en Syrie. Les quinze meilleurs clubs du pays sont regroupés au sein d'une poule unique où ils s'affrontent deux fois au cours de la saison, à domicile et à l'extérieur. En fin de saison, les trois derniers du classement sont relégéus et remplacés par les deux meilleurs clubs de deuxième division.
C'est le club d'Al Wahda Damas qui remporte le championnat cette saison, après avoir terminé en tête du classement final avec deux points d'avance sur Al-Karamah SC et six sur Tishreen SC, un des clubs promus. C'est le tout premier titre de champion de Syrie de l'histoire du club.
Grâce aux très bons résultats des clubs syriens en Coupe de l'AFC (victoire d'Al Jaish en finale face à Al Wahda), le champion et le vainqueur de la Coupe de Syrie se qualifient pour la prochaine édition de la Ligue des champions de l'AFC.

## Les clubs participants
| - Al-Karamah SC - Al Ittihad Alep - Jableh SC - Al Wathba Homs - Al Wahda Damas - Al Jihad Damas - Al Qardaha - Tishreen SC - Promu de D2 | - Hutteen SC - Al Majd Damas - Al Yaqza - Al Futuwa Deir ez-Zor - Promu de D2 - Hurriya SC - Al Jaish Damas - Umayya |

## Compétition

### Classement
Le barème utilisé pour établir le classement est le suivant :
- Victoire : 3 points
- Match nul : 1 point
- Défaite : 0 point

| Rang | Équipe                 | Pts | J  | G  | N  | P  | Bp | Bc | Diff |
| ---- | ---------------------- | --- | -- | -- | -- | -- | -- | -- | ---- |
| 1    | Al Wahda Damas         | 60  | 28 | 18 | 6  | 4  | 49 | 23 | +26  |
| 2    | Al-Karamah SC          | 58  | 28 | 16 | 10 | 2  | 51 | 24 | +27  |
| 3    | Tishreen SCP           | 54  | 28 | 16 | 6  | 6  | 55 | 35 | +20  |
| 4    | Al Ittihad Alep        | 52  | 28 | 15 | 7  | 6  | 49 | 18 | +31  |
| 5    | Al Majd Damas          | 46  | 28 | 13 | 7  | 8  | 46 | 32 | +14  |
| 6    | Hurriya SC             | 44  | 28 | 12 | 8  | 8  | 36 | 25 | +11  |
| 7    | Al Jaish DamasT C C2   | 40  | 28 | 11 | 7  | 10 | 44 | 38 | +6   |
| 8    | Al Qardaha             | 38  | 28 | 11 | 5  | 12 | 38 | 39 | -1   |
| 9    | Umayya                 | 37  | 28 | 10 | 7  | 11 | 34 | 34 | 0    |
| 10   | Al Futuwa Deir ez-ZorP | 35  | 28 | 9  | 8  | 11 | 33 | 36 | -3   |
| 11   | Hutteen SC             | 33  | 28 | 9  | 6  | 13 | 42 | 48 | -6   |
| 12   | Jableh SC              | 30  | 28 | 6  | 12 | 10 | 28 | 33 | -5   |
| 13   | Al Jihad Damas         | 27  | 28 | 6  | 9  | 13 | 32 | 46 | -14  |
| 14   | Al Wathba Homs         | 16  | 28 | 3  | 7  | 18 | 23 | 54 | -31  |
| 15   | Al Yaqza               | 6   | 28 | 1  | 3  | 24 | 12 | 87 | -75  |

|  | Qualification pour la Ligue des champions de l'AFC 2005                                                                        |
|  | Relégation en deuxième division                                                                                                |
|  | T : Tenant du titre C : Vainqueur de la Coupe de Syrie P : Promu de deuxième division C2 : Vainqueur de la Coupe de l'AFC 2004 |

## Bilan de la saison
| Championnat de Syrie de football 2003-2004                        |                            |
| Champion                                                          | Al Wahda Damas (1er titre) |
| Coupes et trophées                                                |                            |
| Vainqueur de la Coupe de Syrie 2003-2004                          | Al Jaish Damas             |
| Qualifications continentales                                      |                            |
| Ligue des champions de l'AFC 2005                                 | Al Wahda Damas             |
| Ligue des champions de l'AFC 2005                                 | Al Jaish Damas             |
| Promotions et relégations                                         |                            |
| Promus en Syrian League                                           | Al Shorta Damas            |
| Promus en Syrian League                                           | Al Taliya Hama             |
| Relégués en Championnat de Syrie de football de deuxième division | Al Jihad Damas             |
| Relégués en Championnat de Syrie de football de deuxième division | Al Wathba Homs             |
| Relégués en Championnat de Syrie de football de deuxième division | Al Yaqza                   |